# Xavier Kuhn
Xavier Kuhn (ur. 4 sierpnia 1978 w Sélestat) – francuski narciarz, specjalista narciarstwa dowolnego. Zajął 17. miejsce w skicrossie podczas igrzysk olimpijskich w Vancouver. Na mistrzostwach świata najlepszy wynik uzyskał podczas mistrzostw w Madonna di Campiglio, gdzie zajął 13. miejsce w skicrossie. Najlepsze wyniki w Pucharze Świata osiągnął w sezonie 2002/2003, kiedy to zajął 12. miejsce w klasyfikacji generalnej.

## Sukcesy

### Igrzyska olimpijskie
| Miejsce | Dzień     | Rok  | Miejscowość | Konkurencja | Zwycięzca      |
| ------- | --------- | ---- | ----------- | ----------- | -------------- |
| 17.     | 21 lutego | 2010 | Vancouver   | Skicross    | Michael Schmid |

### Mistrzostwa Świata
| Miejsce | Dzień    | Rok  | Miejscowość          | Konkurencja | Zwycięzca    |
| ------- | -------- | ---- | -------------------- | ----------- | ------------ |
| 22.     | 18 marca | 2005 | Ruka                 | Skicross    | Tomáš Kraus  |
| 13.     | 6 marca  | 2007 | Madonna di Campiglio | Skicross    | Tomáš Kraus  |
| DNS     | 2 marca  | 2009 | Inawashiro           | Skicross    | Andreas Matt |

#### Miejsca w klasyfikacji generalnej
- 2001/2002 – 26.
- 2002/2003 – 12.
- 2003/2004 – 18.
- 2004/2005 – 69.
- 2005/2006 – 94.
- 2006/2007 – 90.
- 2007/2008 – 116.
- 2008/2009 – 52.
- 2009/2010 – 16.

#### Miejsca na podium
1. Les Contamines – 7 stycznia 2004 (Skicross) – 2. miejsce
2. Špindlerův Mlýn – 31 stycznia 2004 (Skicross) – 1. miejsce
3. Hasliberg – 14 marca 2009 (Skicross) – 3. miejsce
4. San Candido – 21 grudnia 2009 (Skicross) – 2. miejsce
5. Les Contamines – 9 stycznia 2010 (Skicross) – 1. miejsce

- W sumie 2 zwycięstwa, 2 drugie i 1 trzecie miejsce.